# Ctenosaura defensor
Espèce
Synonymes
- Cachryx defensor Cope, 1866
- Ctenosaura erythromelas Boulenger, 1886
- Ctenosaura annectens Werner, 1911

Statut de conservation UICN

 VU A3cd; B1ab(iii,v)+2ab(iii,v) : Vulnérable
Ctenosaura defensor est une espèce de sauriens de la famille des Iguanidae.

## Répartition
Cette espèce est endémique du Mexique. Elle se rencontre au Campeche, au Yucatán et au Quintana Roo.

## Publication originale
- Cope, 1866 : Fourth contribution to the herpetology of tropical America. Proceedings of the Academy of Natural Sciences of Philadelphia, vol. 18, p. 123-132 (texte intégral).